# Hjalmar Andersen
Hjalmar Johan Andersen (ur. 12 marca 1923 w Rødøy, zm. 26 marca 2013 w Oslo) – norweski łyżwiarz szybki, trzykrotny mistrz olimpijski i mistrz świata.

## Kariera
Pierwszy medal w karierze Hjalmar Andersen zdobył w 1949 roku, kiedy zajął drugie miejsce na mistrzostwach Europy w Davos. Wyprzedził go tylko jego rodak, Sverre Farstad. W 1950 roku zwyciężył zarówno na wielobojowych mistrzostwach świata w Eskilstunie, jak i podczas mistrzostw Europy w Helsinkach. Wynik ten powtórzył w 1951 roku (MŚ w Davos i ME w Oslo) oraz w 1952 roku (MŚ w Hamar i ME w Östersund). W 1948 roku wystartował w biegu na 10 000 m podczas igrzysk olimpijskich w Sankt Moritz, ale nie ukończył rywalizacji. Na rozgrywanych cztery lata później igrzyskach w Oslo zwyciężał na dystansach 1500, 5000 i 10 000 m.
Po igrzyskach w Oslo na dwa lata przerwał karierę. Do sportu wrócił w 1954 roku, jednak już bez tak dobrych rezultatów. Na igrzyskach olimpijskich w Cortinie d’Ampezzo w 1956 roku był szósty na 10 000 m oraz jedenasty na dwukrotnie krótszym dystansie. Czterokrotnie ustanawiał rekordy świata, jako pierwszy zawodnik zszedł w wyścigu na 10 000 metrów poniżej 17 minut (1949).
Sukcesy odnosił także w kolarstwie. W 1951 roku otrzymał nagrodę Egebergs Ærespris.
Jego wnuk, Fredrik van der Horst również jest panczenistą.

### Mistrzostwa świata
- Mistrzostwa świata w wieloboju
  - złoto – 1950, 1951, 1952